# Vlag van Wit-Rusland
De vlag van Wit-Rusland (Belarus) (Wit-Russisch: Сцяг Беларусі, Stsijah Bijelarusi; Russisch: Флаг Белоруссии, Flag Belorussii) bestaat uit een rood veld met aan de onderzijde een groene horizontale baan en aan de hijszijde een verticaal rood ornament op een witte achtergrond. De huidige vlag is op 7 juni 1995 aangenomen door middel van het Wit-Russisch referendum van 1995.
In 2012 werd het ontwerp lichtjes aangepast: de dunne witte strook tussen het ornament aan de hijszijde en het rood-groene veld is verdwenen en het ornament zelf is iets dikker gemaakt.

## Symboliek
De vlag is praktisch identiek aan de vlag van de Wit-Russische SSR. De enige verschillen zijn dat de ster en het hamer- en sikkelsymbool uit de Sovjettijd zijn verdwenen, en dat de kleuren van de folkloristische voorstelling aan de broek zijn omgedraaid.
De rode kleur van de vlag verwijst naar de geschiedenis van Wit-Rusland, meer specifiek naar de Slag bij Tannenberg (1410) waar de Wit-Russen een rode vlag gebruikten en naar de strijd van het Rode Leger tegen nazi-Duitsland in de Tweede Wereldoorlog. Het groen staat voor de heldere toekomst die Wit-Rusland wacht en symboliseert ook de vele bossen in het land.

### Decoratief patroon

Decoratief patroon

De folkloristische voorstelling aan de hijszijde van de vlag werd in 1917 ontworpen door Matrena Markevich. Dergelijke patronen worden in de Wit-Russische cultuur veel gebruikt, bijvoorbeeld geweven op kleden die men bij ceremoniële gebeurtenissen gebruikt of wanneer men gasten heeft. Ook bij religieuze bijeenkomsten, begrafenissen en andere sociale gelegenheden zijn deze patronen een opvallende verschijning. Op de huidige vlag wordt het ornament gebruikt om het culturele verleden en de eenheid van het Wit-Russische volk te symboliseren, waarbij het rood en wit de traditionele kleuren van Wit-Rusland zijn.

## Ontwerp
De Wit-Russische vlag is tweemaal zo breed (lang) als dat zij hoog is. Van de breedte wordt een negende deel ingenomen door de witte achtergrond van het ornament. De groene baan neemt een derde van de hoogte in. Daarmee neemt het rode vlak ruim 59% van het vlagoppervlak in, tegen bijna 30% voor de groene baan en ruim 11% voor het wit-rode ornament.
De specificaties van de kleuren rood en groen zijn niet vastgelegd in de Wit-Russische wet. Er zijn echter wel schattingen van de kleurtinten die gebruikt worden. De rode kleur zou Pantone 1795C en CMYK 0-90-100-0 zijn; voor groen zouden Pantone 370C en CMYK 60-0-100-25 gelden.

### Kruisbloem
Tijdens ceremonies en andere plechtigheden moet boven op de vlaggenmast of vlaggenstok een goudkleurig kruisbloemachtig metalen voorwerp geplaatst worden dat ruitvormig is en een vijfpuntige ster bevat. Deze ster moet dezelfde vorm hebben als de ster in het embleem van Wit-Rusland. Dit vlaggenstokversiersel werd ook gebruikt in de tijd dat Wit-Rusland nog tot de Sovjet-Unie behoorde, maar indertijd was het zilverkleurig en werd de ster vergezeld door een hamer en sikkel.

## Geschiedenis

### De wit-rood-witte vlag

Vlag van Wit-Rusland in 1918, tussen 1942 en 1944 (tijdens de Duitse bezetting) en tussen 1991 en 1995

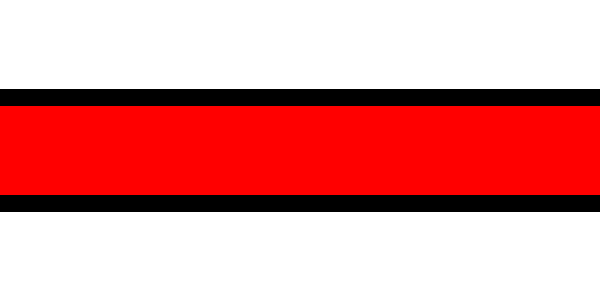
Vlag van de Wit-Russische regering in ballingschap, 1919-1925

In de periode na de onafhankelijkheid van de Sovjet-Unie heeft Wit-Rusland dezelfde vlag aangenomen als die het land gebruikte in een korte periode van onafhankelijkheid tussen maart en december 1918. De vlag toont drie even hoge horizontale banen in de kleurencombinatie wit-rood-wit en wordt in het Wit-Russisch: Бел-чырвона-белы сьцяг (bieł-čyrvona-bieły ściah) genoemd. De kleuren van de vlag leven voort in die van de folkloristische voorstelling op de huidige vlag en zijn afgeleid van het voormalige Wit-Russische (en Wit-Roetheense) wapen, waarop een ridder op een rode achtergrond staat (ongeveer zoals op het wapen van Litouwen).
De herkomst van het vlagontwerp is onbekend, maar er bestaan wel twee theorieën over. De ene theorie stelt dat de vlag ontworpen is om de Wit-Russische troepen te kunnen onderscheiden van die van de prinsen van het Kievse Rijk en Moskou. Dit werd gedaan door het rood, dat de Roethenen prefereerden, op een witte achtergrond te plaatsen. De tweede theorie stelt dat, toen de verenigde legers van Polen en het Grootvorstendom Litouwen de Duitsers in 1410 tijdens de Slag bij Tannenberg versloegen, een gewonde Wit-Russische ridder een bebloed verband als overwinningsvaandel gebruikte.
De wit-rood-witte vlag werd zoals vermeld de vlag van Wit-Rusland toen dat in 1918 onafhankelijk werd. Nadat het land nog geen jaar later door de Sovjet-Unie werd geannexeerd, ging de regering in ballingschap in Vilnius en bleef tot 1925 een aangepaste variant gebruiken, namelijk met zwarte randen langs de rode baan.
De vlag uit 1918 werd in de Tweede Wereldoorlog (tussen 1942 en 1944) weer gebruikt; nu door collaborateurs met de Duitse bezetters die hoopten met Duitse hulp Wit-Rusland los te kunnen maken van de Sovjet-Unie. De officiële reden voor het vervangen van de vlag in 1995 door middel van een referendum is de connectie met de collaborateurs.
In 1991, toen Wit-Rusland weer onafhankelijk werd, werd de vlag weer in gebruik genomen als nationale vlag en zou dat blijven tot het referendum in 1995. Sindsdien wordt het gebruik ervan niet meer toegestaan en zwaar bestraft, met name vanwege het feit dat de vlag vooral door tegenstanders van de regering van president Aleksandr Loekasjenko nog steeds als de nationale vlag wordt beschouwd. Tijdens de protesten na de presidentsverkiezingen van 2020 werd de vlag ook veelvuldig gebruikt.

### Vlaggen van de Wit-Russische SSR, 1919-1951
Als deelrepubliek van de Sovjet-Unie had de Socialistische Sovjetrepubliek Wit-Rusland een eigen vlag. In 1919, toen de Sovjet-Unie nog niet bestond, werd de eerste vlag aangenomen; in 1937, 1940 en 1951 zou de Wit-Russische SSR een nieuwe vlag aannemen.
Nog voordat de eerste Wit-Russische vlag in 1919 werd aangenomen, was een andere vlag in gebruik. Gedurende dat jaar bestond kortstondig (januari-augustus) de Litouws-Wit-Russische SSR, die een geheel rode vlag gebruikte. Uit deze SSR is de Wit-Russische SSR ontstaan. Van 1919 tot 1937 gebruikte deze een rode vlag met in de linkerbovenhoek in gouden letters de afkorting ССРБ. In 1937 werd deze afkorting vervangen door БССР en werden er een hamer en sikkel boven deze afkorting geplaatst. In 1940 werden de hamer en sikkel weer verwijderd en werd er een gouden rand om de afkorting geplaatst. Deze derde Wit-Russische vlag bleef in gebruik tot 1951.
| Vexillologisch symbool voor een buiten gebruik gestelde vlag | Vexillologisch symbool voor een buiten gebruik gestelde vlag | Vexillologisch symbool voor een buiten gebruik gestelde vlag | Vexillologisch symbool voor een buiten gebruik gestelde vlag |

### De vlag van 1951

Vlag van Wit-Rusland, 1951-1991

De vierde vlag van de Wit-Russische SSR werd op 25 december 1951 aangenomen. De reden voor de aanname van de vlag was dat er een behoefte ontstond om de vlaggen van de Sovjet-deelgebieden minder op elkaar te laten lijken, zodat ze gemakkelijker te onderscheiden waren.
De vlag had, net als de vlag van de Sovjet-Unie en de huidige Wit-Russische vlag, een hoogte-breedteverhouding van 1:2. De vlag is in grote lijnen hetzelfde als de huidige vlag. Het grootste deel van de vlag was rood, als symbool van de Oktoberrevolutie; het onderste deel was groen als verwijzing naar de Wit-Russische bossen. De decoratie links is hetzelfde als in de huidige vlag, maar dan met het rood en wit omgekeerd. Linksbovenin het rode veld staat een rode (goud omrande) vijfpuntige ster boven een gouden hamer-en-sikkelsymbool. Alle drie de symbolen verwijzen naar het communisme: de hamer naar de arbeiders, de sikkel naar de boeren en de vijfpuntige ster naar de eenheid tussen de arbeiders, de jeugd, de boeren, de militairen en de geleerden. De achterzijde van de vlag toonde de hamer, sikkel en ster vaak niet.

### De aanname van de huidige vlag
De huidige vlag werd in 1995 door middel van een volksraadpleging aangenomen, officieel omdat de wit-rood-witte vlag te veel geassocieerd werd met de collaborateurs in de Tweede Wereldoorlog. President Loekasjenko initieerde een referendum over een nieuwe vlag en een nieuw wapen, maar ook over de verhouding tussen president en parlement, de samenwerking met Rusland en de positie van de Russische taal.

Voorstel van Loekasjenko, 1995

Overigens stelde Loekasjenko twee maanden vóór het referendum een andere nieuwe vlag voor, bestaande uit een rood veld met een smalle groene horizontale baan aan de bovenkant en één aan de onderkant. Het is niet bekend waarom dit voorstel sneuvelde, maar een paar dagen later werd het uiteindelijke voorstel gepresenteerd.
Het referendum, dat gehouden werd op 14 mei 1995, trok 4.823.482 burgers; 64,8% van het totale electoraat. Op de vraag "Steunt u het voorstel voor een nieuwe Wit-Russische vlag en een nieuw Wit-Russisch wapen?" antwoordde 75,1% "Ja". Van de overige kiezers stemde 9,93% tegen, terwijl de overige stembiljetten ongeldig werden verklaard.
De presidentiële decreten over de nieuwe vlag en het nieuwe wapen werden vervolgens op 7 juli 1995 uitgevaardigd. Nog voor de bekendmaking van de uitslag liet Loekasjenko de oude vlag bij zijn paleis echter al vervangen door de nieuwe.

#### Bezwaren
De oppositie had (en heeft) een aantal ernstige bezwaren tegen het referendum. Ten eerste was het referendum voorafgegaan door een hevige overheidsgestuurde mediacampagne waarin werd beweerd dat de oude Wit-Russische symbolen verwezen naar de nazicollaborateurs uit de Tweede Wereldoorlog, terwijl de symbolen al lang voor deze oorlog als Wit-Russische symbolen gelden. Loekasjenko zou met zijn voorstel het oude communistische, dictatoriale Wit-Rusland willen laten herleven.
Ten tweede was de formulering van de vragen vaag: veel mensen dachten dat met de "nieuwe" symbolen die uit 1992 bedoeld waren, zoals de wit-rood-witte vlag.
Ten derde stemde slechts 48,6% van het totale electoraat voor de nieuwe nationale symbolen. Volgens sommigen is een meerderheid noodzakelijk, maar de Wit-Russische grondwet is hier vaag over.

## Vlaginstructie

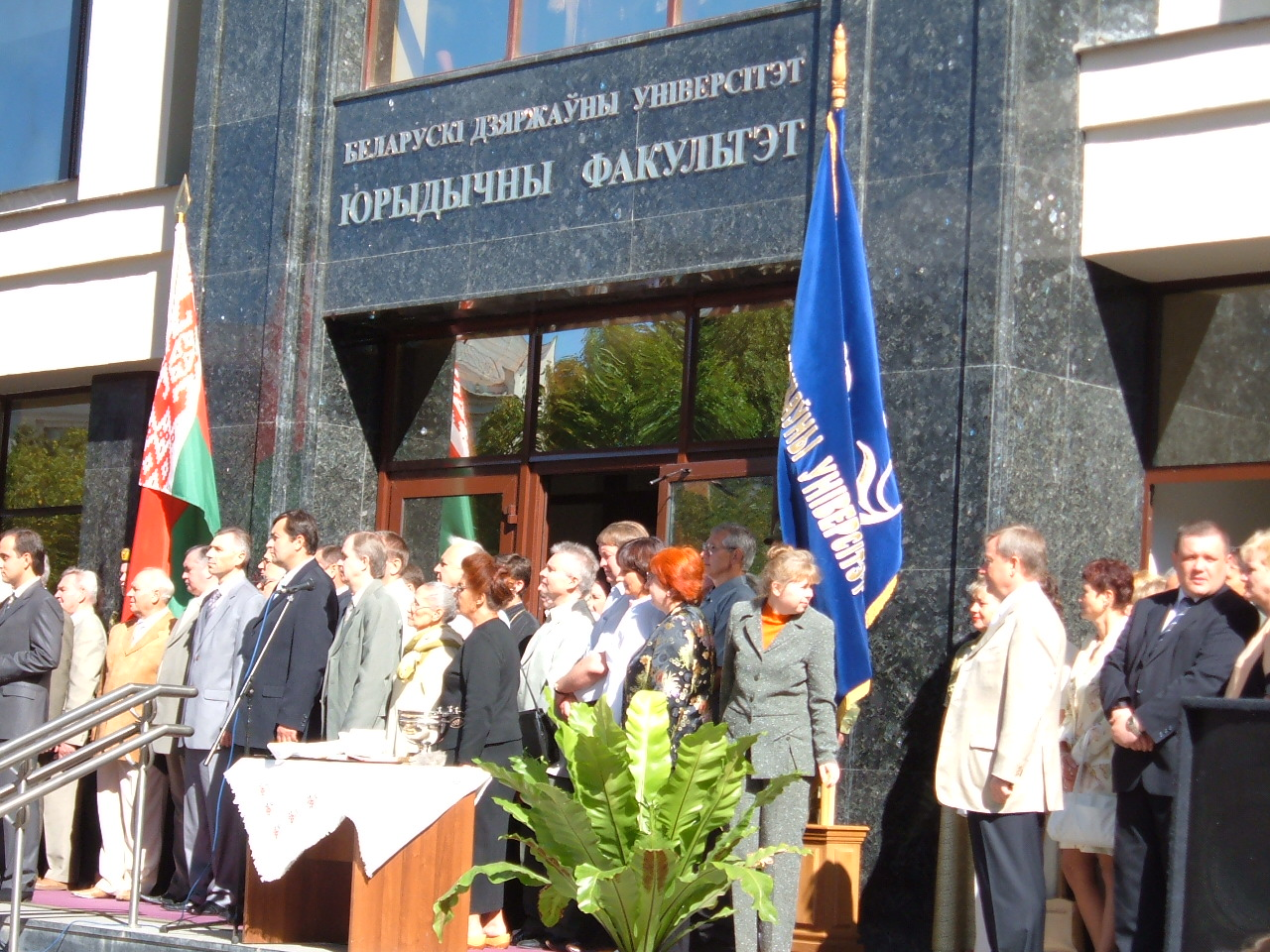
De Wit-Russische vlag (links) hangend bij de opening van het nieuwe gebouw van de Rechtenfaculteit van de Wit-Russische Staatsuniversiteit.

Volgens de Wit-Russische vlaginstructie moet de nationale vlag indien het weer het toelaat dagelijks op de volgende locaties wapperen:
- de Nationale Assemblee van Wit-Rusland;
- de Raad van Ministers van Wit-Rusland;
- rechtbanken en kantoren van lokale overheden en bestuurslichamen;
- militaire basissen en overheidsschepen;
- gebouwen die door Wit-Russische diplomaten gebruikt worden.

Tijdens de volgende gelegenheden hoort de vlag ook gehesen te worden:
- nationale feestdagen, waaronder 15 mei, de Dag van de Vlag;
- sessies van lokale uitvoerende en bestuurlijke lichamen;
- stembureaus;
- tijdens sportevenementen (het IOC heeft eigen vlagregels).

De vlag wordt ook geplaatst op voertuigen van Wit-Russische diplomaten en regeringsleden (zoals de president en de eerste minister).
De wet staat het gebruik van de vlag toe voor speciale gelegenheden, zoals herdenkingen. Ook bedrijven, niet-gouvernementele organisaties, overheidsinstellingen en privépersonen mogen de vlag gebruiken.